# 錫蓋恩河
47°13′54″N 7°36′34″E / 47.23155°N 7.60955°E

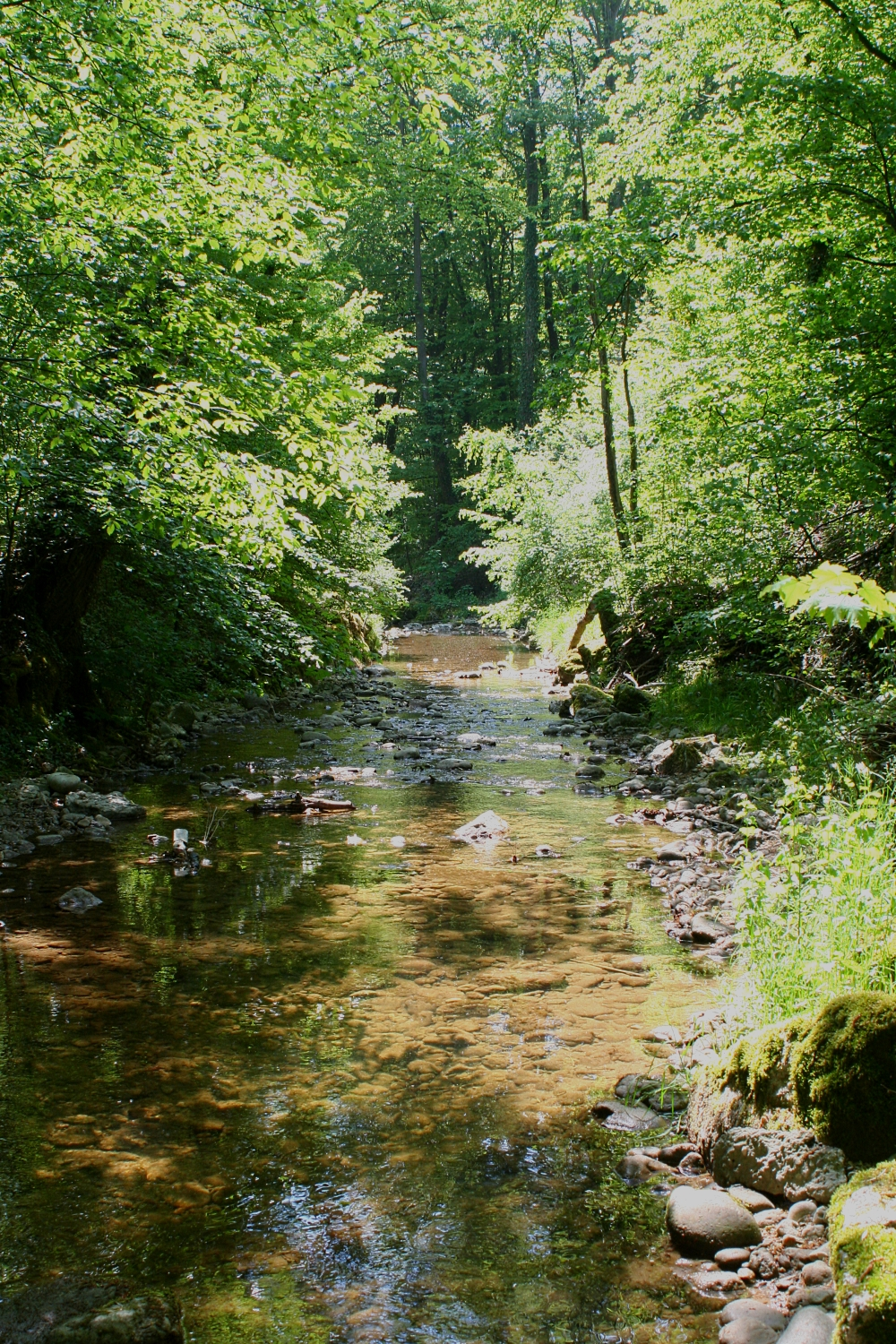

錫蓋恩河是瑞士的河流，位於該國中西部，流經索洛圖恩州，屬於阿勒河的支流，河道全長8.7公里，流域面積22.8平方公里，發源自勒蒂山，流經弗盧門塔爾。